# Apeadeiro de Carvalhal da Portela

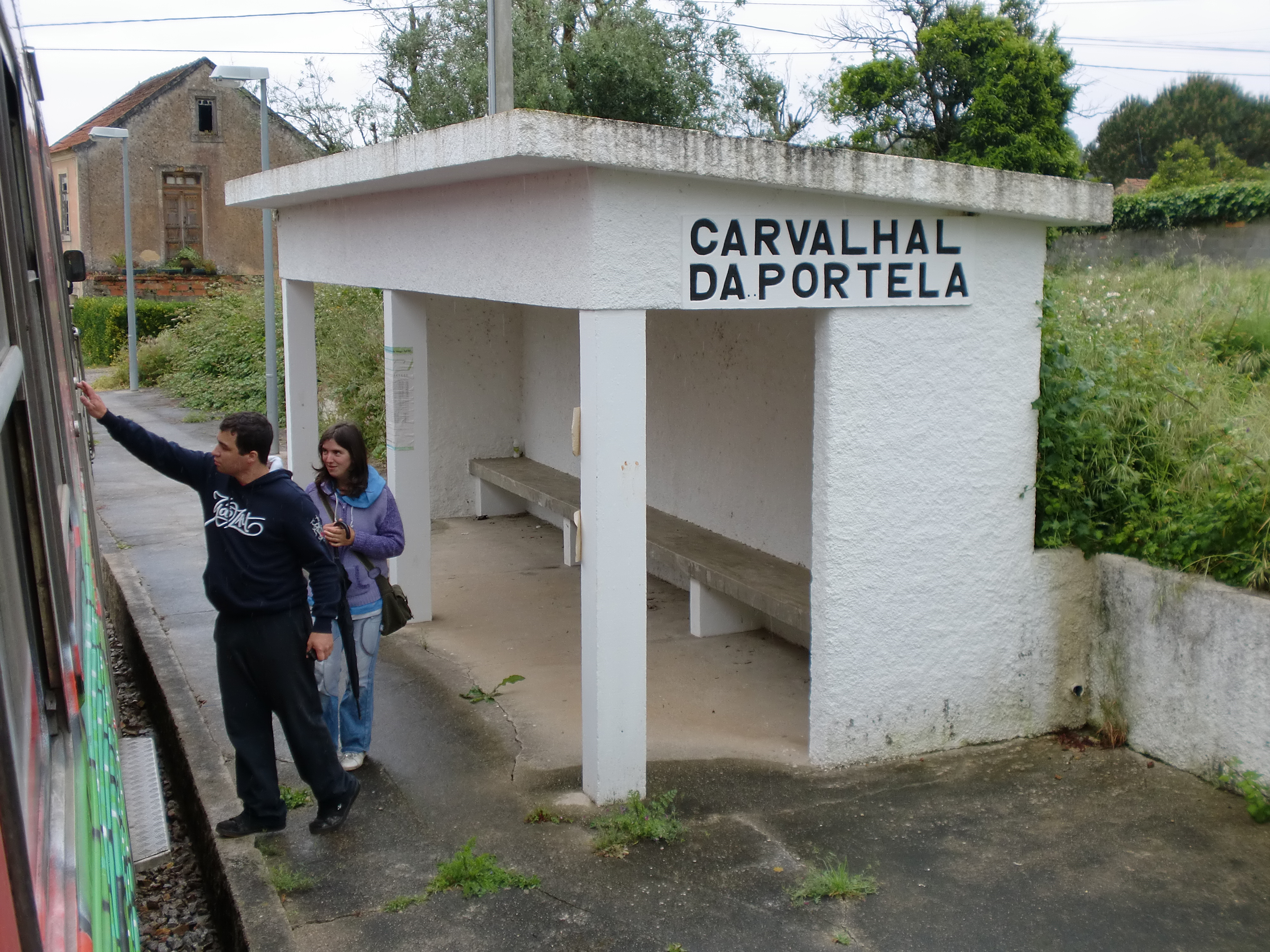
Apeadeiro de Carvalhal de Portela, em 2010.

O Apeadeiro de Carvalhal da Portela é uma interface ferroviária do Ramal de Aveiro, que serve a povoação de Carvalhal da Portela, no Distrito de Aveiro, em Portugal.

## Descrição

### Serviços
Em dados de 2022, esta interface é servida por comboios de passageiros da C.P. de tipo regional, com dez circulações diárias em cada sentido, entre Aveiro e Sernada do Vouga (duas destas encurtadas a Macinhata do Vouga); como habitual nos apeadeiros desta linha, trata-se de uma paragem condicional, devendo os passageiros avisar antecipadamente o revisor para desembarques e assinalar da plataforma ao maquinista para embarques.

## História
O troço entre Albergaria-a-Velha e Aveiro da rede ferroviária do Vouga foi inaugurado em 8 de Setembro de 1911, tendo sido construído pela Compagnie Française pour la Construction et Exploitation des Chemins de Fer à l'Étranger. Em 1 de Janeiro de 1947, a Companhia dos Caminhos de Ferro Portugueses passou a explorar a rede ferroviária do Vouga.
Carvalhal da Portela consta já dos horários da Linha do Vouga em 1913, tendo sido suspenso pelo menos entre 1939 e 1980; em 1985 este interface era ainda um ponto de paragem na linha, com infraestrutura mínima, sem plataformas nem abrigo para os passageiros — que foram mais tarde edificados.